# Gaspare Murgi
Gaspare Murgi (Strongoli, XV secolo – Strongoli, 1534) è stato un vescovo cattolico italiano.

## Biografia
Nato e cresciuto a Strongoli, si formò per diventare prete e, una volta ricevuta l'ordinazione sacerdotale, fu preposto come canonico della chiesa di San Leone di Strongoli nel 1490. Fu per breve tempo anche parroco a Corigliano.
Nominato vescovo di Strongoli il 21 novembre 1509 da papa Giulio II, fece costruire un trono episcopale per la cattedrale poco dopo il suo insediamento.
Nel 1520 benedisse la prima pietra posata sul terreno dove sarebbe poi sorta la badia di Santa Maria del Soccorso; in quello stesso anno fu anche vicario generale della chiesa metropolitana di Santa Severina.
Morì a Strongoli nel 1534.